# Scelidacantha narosa
Scelidacantha narosa là một loài bướm đêm trong họ Geometridae.